# استان سکونگ
سکونگ (به لاتین: Sekong) یکی از استان‌های لائوس است. این استان دارای ۳۳۶۰۰۰ نفر جمعیت و مرکز این استان شهر سالاوان می‌باشد.

## تاریخچه
این استان از مناطق استان سالاوان به‌شمار می‌رفت تا این که در سال ۱۹۸۴ با تقسیم شدن به یک استان جدا تبدیل شد.

## جغرافیا
استان سکونگ مساحت ۷٬۶۶۵ کیلومتر مربع (۳،۰۰۰ مایل مربع). را پوشش می‌دهد این استان از شمال به استان سالاوان،ازجنوب به استان آتاپیو ،ازغرب به استان چامپاساک و از شرق به تایلند متصل می‌شود .

## جمعیت
جمعیت این استان در یک سرشماری در مارس سال ۲۰۰۴، ۸۳٬۶۰۰ نفر تشخیص داده شده و تمامی قومیت‌ها را در خود جای داده است.

## اقتصاد
استان سکونگ یکی ازمهم‌ترین مناطق تولید قهوه لائوس می‌باشد ولی با این وجود فقیرترین استان در لائوس است. بیش از ۵۰ درصد این استان را مناطق جنگلی پوشانده است از همین رو صنایع چوبی در این استان از رونق خوبی برخوردار است.